# Мюриъл Спарк
Мюриъл Сара Спарк (на английски: Muriel Sarah Spark) е шотландска писателка и литературна критичка.

## Биография
Родена е на 1 февруари 1918 г. в Единбург, Шотландия като Мюриъл Сара Камберг. Баща ѝ е инженер, евреин, роден в Единбург в семейство на емигранти от Литва, а майка ѝ е англичанка и англиканка. Получава образованието си в Единбургското женско училище на Джеймс Гилеспи.
През 1937 г. тя се сгодява за Сидни Осуалд Спарк, 13 години по-възрастен от нея, когото среща в Единбург. През август същата година тя тръгва с него за Южна Родезия (днес Зимбабве), където се женят на 3 септември 1937 г. в Солсбъри. Имат син, Самюъл Робин Спарк, роден през юли 1938 г., но бракът им се разпада, защото тя открива, че съпругът ѝ страда от маниакално-депресивно разстройство.
Връща се в Обединеното кралство през 1944 г. и започва работа в разузнаването по време на Втората световна война. Спарк твърди, че нейното намерение е семейството ѝ да създаде дом в Англия, но Робин се завръща във Великобритания с баща си по-късно, за да бъде отгледан от баба си и дядо си по майчина линия в Шотландия.
Между 1955 и 1965 г. тя живее в пансион на улица „Болдуин Кресчънт“ 13 в Камбъруел, югоизточен Лондон. След като живее няколко години в Ню Йорк, тя се премества в Рим, където се запознава с художничката Пенелопи Жарден през 1968 г. В началото на 70-те години те се установяват в Тоскана, в селището Оливето, близо до Чивитела ин Вал ди Киана, на което през 2005 г. Спарк става почетна гражданка. Вече се е превърнала в обект на чести слухове за лесбийски връзки още от времето на живота ѝ в Ню Йорк, въпреки че Спарк и нейните приятелки отричат тяхната валидност. Оставя цялото си имущество на Жарден, като взима мерки синът ѝ да не получи нищо.
Умира на 13 април 2006 г. и е погребана в гробището на Сант'Андреа Апостоло в Оливето.

## Творчество
Творческата си дейност започва като литературен критик и поетеса. Първите стъпки в художествената проза започва с написването на разкази. После следват романите:
- „The Comforters“ (1957)
- „Robinson“ (1958)
Робинсън, изд.: ИК „Георги Бакалов“, Варна (1982), прев. Николай Думанов
- „Memento mori“ (1959), който пожънва първия голям успех.
- „The Ballad of Peckham Rye“ (1960)
Балада за Пекъм Рай, изд.: „Хр. Г. Данов“, Пловдив (1978), прев. Йордан Костурков
- „The Prime of Miss Jean Brodie“ (1961) – нейния шедьовър
Разцветът на госпожица Джийн Броуди, изд.: „Хр. Г. Данов“, Пловдив (1978), прев. Йордан Костурков
- „The Girls of Stender Means“ (1963)
Момичета със скромни средства, изд.: „Хр. Г. Данов“, Пловдив (1984), прев. Йордан Костурков
- „The publie image“ (1968)
Лице за публиката, изд.: „Народна култура“, София (1971), прев. Живко Кефалов
- „The Mandelbaum Gate“ (1965)
- „The Driver’s Seat“ (1970)
- „Not to Disturb“ (1971)
- „The Abbess of Crewe“ (1974)
Абатисата на Кру, изд.: „Хр. Г. Данов“, Пловдив (1984), прев. Йордан Костурков
- „Territorial Rights“ (1979)
- „Loitering With Intent“ (1981)
Преднамерено шляене, изд.: „Народна култура“, София (1984), прев. Ленин Костов
- „The Only Problem“ (1984)
- „A Far Cry From Kensington“ (1988)
- „Symposium“ (1990)
Симпозиум, сп. „Съвременник“ (1995), прев. Жени Божилова
- „Reality and Dreams“ (1996)
- „Aiding and Abetting“ (2001)

През 1993 година, когато е на 75 години, тя написва своята автобиография „Curriculum Vitae“ и е удостоена с Ордена на Британската империя.

## Признание и награди

### Награди
- 1965: Мемориална награда „Джеймс Тейт Блек“ за The Mandelbaum Gate
- 1987: Награда „Брам Стоукър“ в категория Non-fiction за Mary Shelley
- 1997: Награда „Дейвид Коен“
- 1998: Golden PEN Award[12]
- 2010: Lost Man Booker Prize за романа от 1970 г The Driver's Seat[13]

### Почетни членства и докторати
- Избрана е за член на Кралското общество за литература
- Почетен доктор на Университета „Хериът-Уот“ през 1995[14]
- Почетен доктор на Американския университет в Париж през 2005
- Почетен доктор на Университета в Абърдийн
- Почетен доктор на Лондонския университет
- Почетен доктор на Единбургския университет
- Почетен доктор на Оксфордския университет
- Почетен доктор на Университета на Сейнт Андрюс
- Почетен доктор на Университета Стратклид[15]